# Vydas Gedvilas

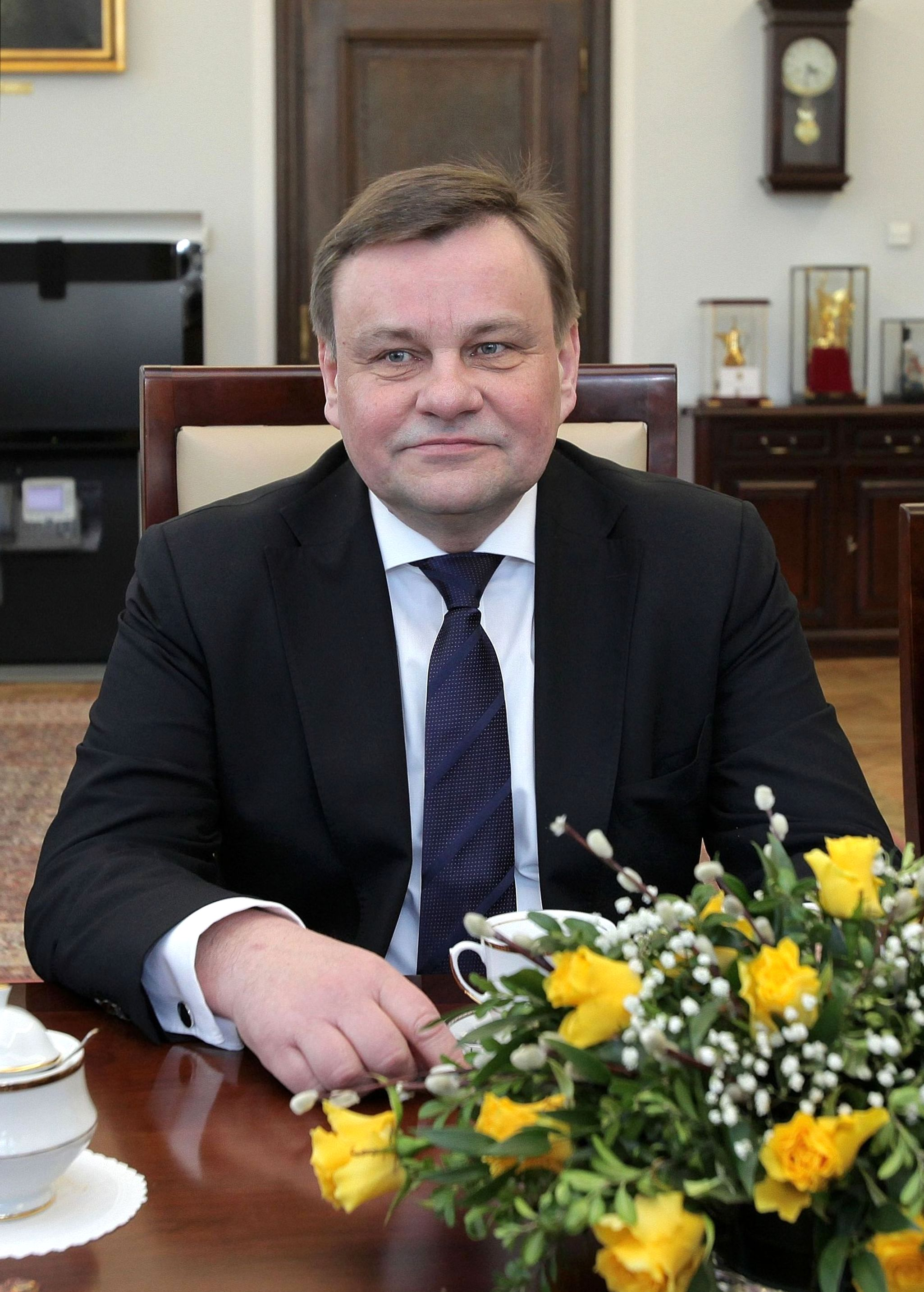
Vydas Gedvilas

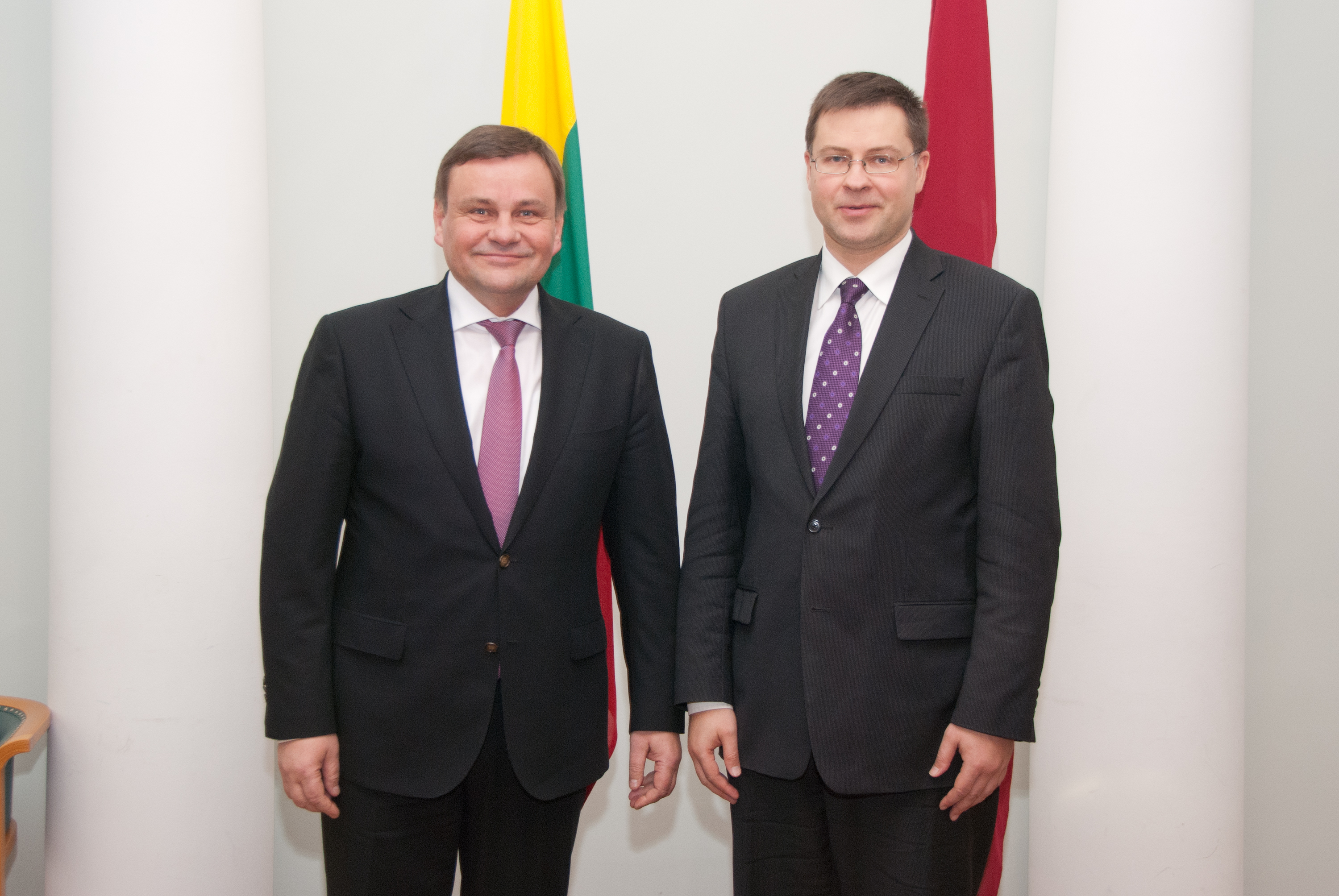
Gedvilas mit dem lettischen Ministerpräsidenten Valdis Dombrovskis

Vydas Gedvilas (* 17. Mai 1959 in Užgiriai, Rajongemeinde Kelmė) ist ein litauischer Basketball-Trainer und Politiker, Parlamentspräsident (2012–2013),  erster  Parlamentsvizepräsident (2013–2016).

## Leben
Nach dem Abitur 1977 an der Mittelschule Luokė in der Rajongemeinde Telšiai absolvierte er 1981 mit Auszeichnung das Studium am Lietuvos valstybinis kūno kultūros institutas (LVKKI) und wurde Sportlehrer. Von 1985 bis 1988 absolvierte er die Aspirantur und 1999 promovierte in Biomedizin.
Seit 1981 lehrte er an LVKKI, von 2001 bis 2004 als Prorektor.
Seit 2004 ist er Mitglied von Darbo partija und seit 2004 Mitglied im Seimas, vom November 2012 bis Oktober 2013 Vorsitzender des Seimas, bis November 2016 erster stellvertretender Vorsitzender des Seimas. 2011 wurde er zum Stadtrat von Kaunas gewählt.

## Sport
Von 1988 bis 1993 war er Trainerassistent von „Atletas“ der LVKKI, dreimal litauischer Meister. Von 1993 bis 2004 war er Chefcoach der Frauenmannschaft „Viktorija“ der LKKA und von 1996 bis 2002 Chefcoach der litauischen nationalen Frauenmannschaft.

## Bibliografie
- Fizinių ypatybių lavinimo teorija ir metodika, su A. Skurvydu, 2000
- Išmokime žaisti krepšinį, su A. Čižausku, 2003